# نبرد پنانگ
نبرد پنانگ در ۲۸ اکتبر ۱۹۱۴، هنگام جنگ جهانی اول اتفاق افتاد. پیکار دریایی در تنگه مالاکا انجام گرفت که در آن ناو آلمانی اس‌ام‌اس آمدن، دو کشتی جنگی متفقین را غرق کرد.

## پس زمینه
در آن زمان، پنانگ بخشی از شهرک‌های تنگه، یک مستعمره تاج بریتانیا بود. پنانگ، یک جزیره است که کمی دور از کرانه غربی مالایا، که اکنون مالزی نام دارد، می‌باشد. فاصلهٔ این جزیره از سرزمین اصلی، کم می‌باشد. شهر اصلی پنانگ، جرج تاون، در بندر است. در ماه‌های ابتدایی جنگ، کشتی‌های دریایی و تجاری متفقین، استفاده بسیار زیادی از آن می‌نمودند.

## نبرد
در حدود ساعت ۴:۳۰ روز ۲۸ اکتبر، ناو آلمانی آمدن در نزدیکی‌های جاده‌های جرج تاون، برای حمله به استحکامات دفاعی بندر و هر کشتی متخاصمی که در تیررس آن قرار داشت، ظاهر گشت. کاپیتان فون مولر، کشتی را با ایجاد توده‌هایی از دود کاذب از نظرها پنهان نموده بود، که باعث شده بود تا شبیه ناو بریتانیایی اچ‌ام‌اس یارموت (۱۹۱۱) به نظر برسد.